# Salinas de Cabo de Gata
Las Salinas de Cabo de Gata son un conjunto de humedales de origen natural pero explotadas económicamente como salinas, que forman parte del conjunto del parque natural de Cabo de Gata-Níjar, sito en la costa suroriental de España. Este humedal, declarado como espacio Ramsar de importancia internacional hacia 1990 es hogar de una amplia variedad de especies tanto vegetales como animales, muchas de ellas endémicas o en peligro de extinción, además de zona de descanso para aves migratorias. Desde abril de 2025 se encuentran abiertas al público realizando visitas guiadas con el objetivo de poner en valor el entorno y permitiendo al visitante disfrutar y relajarse (www.visitasalinasdecabodegata.com)

## Geografía
La antigua albufera, en la que se basan las actuales salinas, se encuentra separada del mar Mediterráneo por una barrera de dunas de entre 200 y 400 metros de anchura; habiendo también un terreno agreste que la separa de los montes aledaños. Se formó por la inundación de una llanura que, al encontrarse a una cota inferior al nivel del mar, permitía la entrada de agua salada por simple acción gravitatoria y eólica. A ella llegaban las aguas procedentes de las ramblas de la vertiente occidental de la sierra de Cabo de Gata, principalmente la rambla de las Higueras y la de el Sabinar.

## Historia
Se cree que la acción humana en la zona comenzó en periodo fenicio o cartaginés, pero las primeras evidencias encontradas son de origen romano, con una industria de salazones muy cercana. Existe documentación que establece la explotación de las salinas en el siglo XV. Durante el siglo XVI estuvo en producción por moriscos, con periódicos momentos de inactividad debido a las incursiones piratas en el litoral. El crecimiento de la inseguridad, hizo que se abandonaran los trabajos.
Una vez construidas diversas baterías en la costa para asegurarla, el Duque de Medina Sidonia comenzó a producir construyendo un almacén de sal y otros edificios. Durante de la Guerra de la Independencia, se paralizó la actividad, retomándose en 1824. En 1872, el Estado enajenó las Salinas a una sociedad francesa, que fracasó en la actividad, tras sufrir unas inundaciones durante una gota fría que las mantuvo inundadas durante dos años, y un retraso en la limpieza de los estanques.

### Edad Contemporánea

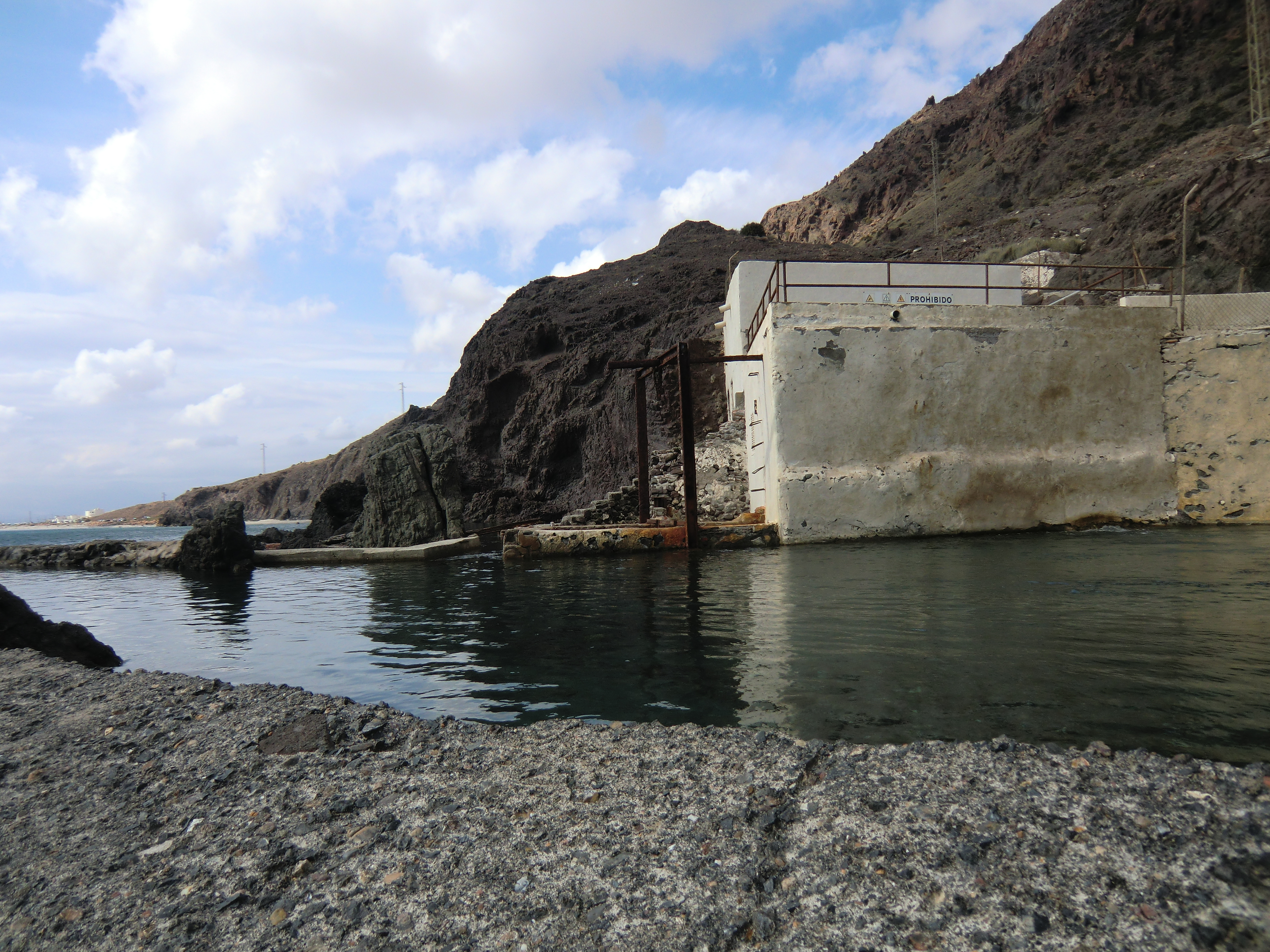
A unos 5 km de las salinas se instalaron las tomas mecanizadas de agua, impulsadas originalmente con una máquina de vapor. De esta manera se podía forzar la entrada de agua y no se dependía de las mareas.

En 1904, comienza a explotarla la sociedad "Salinas de Almería", que también lo hacía con las de Roquetas de Mar. En 1907 se erigió el barrio para los trabajadores de la industria con una treintena de viviendas, además de una casa para los propietarios, oficinas y una iglesia. También se construyó un muro en la zona noroeste para evitar  las inundaciones de los charcones, un nuevo canal para abastecer de agua las charcas, vías férreas portátiles entre las balsas y el embarcadero, entre otras cosas. También fue en esta época cuando se modernizó y se instaló maquinaria para su funcionamiento, produciendo para mediados de siglo unas 30 000 toneladas de sal anuales, cuyo principal cliente era la industria del salazón de Islandia para la conserva del bacalao. Durante dicho auge, se planteó la extracción de otros minerales de las aguas marinas, como bromuros y sulfatos. La sal se recolectaba  y se transportaba mediante vagonetas impulsadas por tracción animal o humana a lo largo de vías portátiles a las garberas, y de ahí al muelle, que podía despachar hasta 700 toneladas diarias. En 1925 fue adquirida por la Unión Salinera Española, pasando en 1989 a manos de capital belga a través de la empresa Solavay, comprándolas en 1996 la sociedad francesa Salins du Midi et de l'Est. 

### A día de hoy
La producción a gran escala que un día tuvieron, hoy se ha visto reducida a una labor más artesanal y enfocada hacia la calidad antes que al volumen, buscando la extracción de la flor de sal, siendo la empresa Unión Salinera la explotadora. Es la última explotación salinera en funcionamiento en Andalucía oriental.

## Proceso de producción
Las salinas en su parte industrial está formada por los siguientes elementos:
o   Instalaciones de transformación y gestión 
o   Charcones o estanques
o   Garbera o montañas de sal
o   Muros, diques, isletas y playas 
o   Locales de almacenamiento
o   Oficinas 
o   Varaderos y astilleros. 
o   Poblado salinero: viviendas para los trabajadores, casa de dirección, iglesia (1907), cementerio, cine, bar, economato y pequeña escuela.
El humedal abarca 6 depósitos, dos calentadores, 5 balsas de cloruros y 18 balsas de cristalización. Extendiéndose a lo largo de 4,5 kilómetros del litoral.

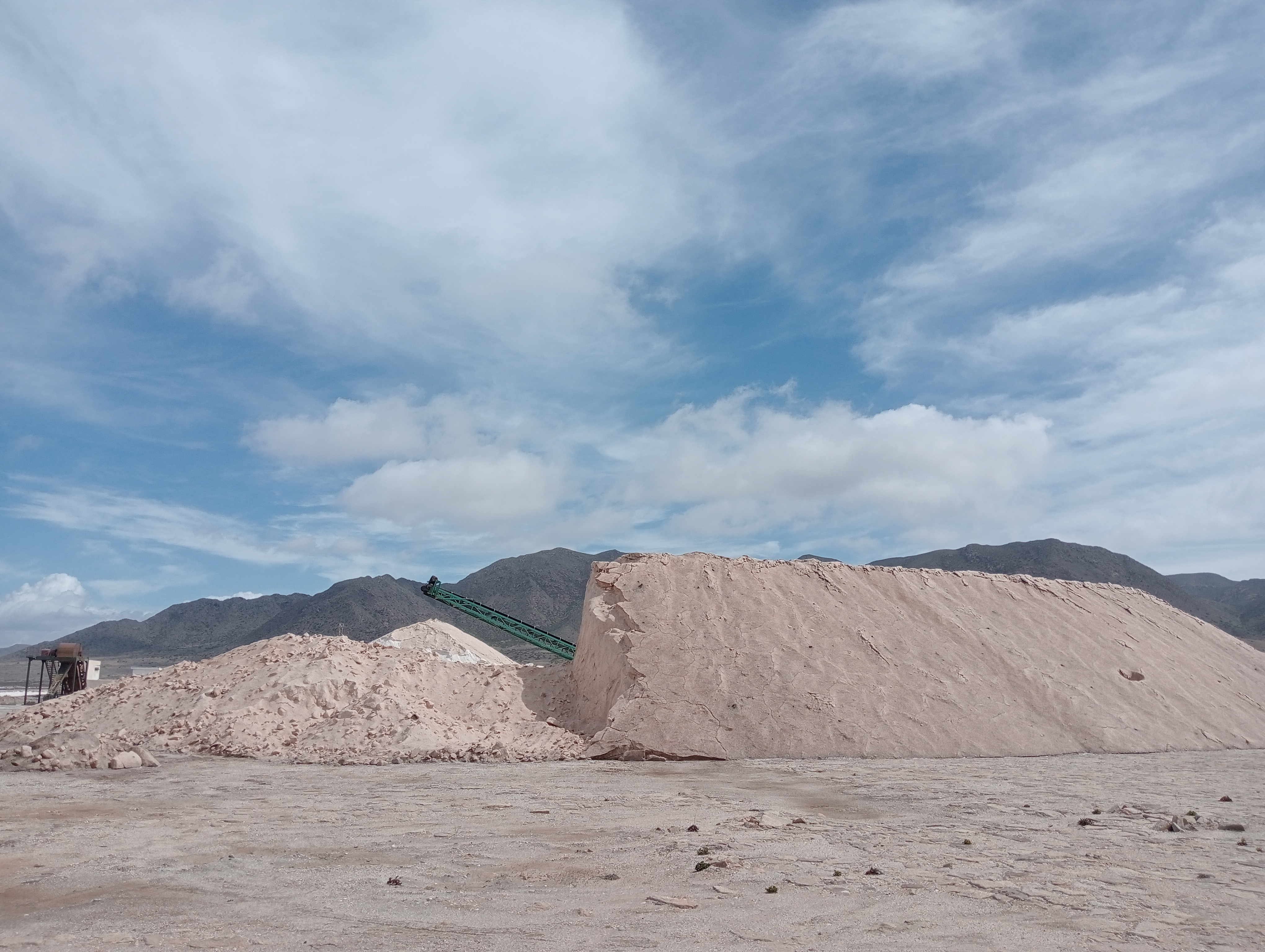
Garberas de sal

Las salinas, ante la falta de mareas del Mar Mediterráneo, se llenan a través de un complejo de balsas a pie de mar, que se llenan con la acción del mar, y el agua es conducida a través de un canal de 5 kilómetros hasta los charcones. Antiguamente, se movía el agua a través de molinos de viento o máquinas de vapor, siendo sustituidos finalmente por motores. 
Una vez llegada el agua a las salinas, pasan por los evaporadores, donde el agua se evapora perdiendo un tercio de su humedad. Una vez realizado este proceso, es llevada a los cristalizadores, donde se produce la cristalización de la sal y su posterior recolección. Allí se va acumulando en las montañas de sal al aire libre o garberas. La recolección de la sal se produce de junio a octubre.

## Biodiversidad
La transformación por parte del ser humano de este humedal natural en una instalación industrial ha provocado la concentración de multitud de hábitats con diferentes propiedades en una pequeña superficie, facilitando que muchas especies puedan encontrar su espacio.

### Flora
Se han reconocido las siguientes especies vegetales:
- Arthrocnemum macrostachyum
- Asparagus horridus
- Asteriscus maritimus
- Chamaerops humilis
- Cistanche phelypaeae
- Crucianella angustifolia
- Crucianella maritima
- Cyperus capitatus
- Elymus farctus
- Frankenia corymbosa
- Helichrysum stoechas
- Inula crithmoides
- Juncus acutus
- Juncus maritimus
- Limonium cossonianum
- Linaria nigricans
- Lotus creticus
- Maytenus senegalensis
- Ononis ramosissima
- Ononis talaverae
- Otanthus maritimus
- Periploca angustifolia
- Phragmites australis
- Salsola papillosa
- Salsola vermiculata
- Sarcocornia fruticosa
- Sporobolus pungens
- Suaeda vera
- Tamarix boveana
- Tamarix canariensis
- Teucrium charidemi
- Teucrium dunense
- Thymelaea hirsuta
- Thymus hyemalis

Su distribución puede diferenciarse en cuatro zonas, distribuidas según la salinidad de las aguas que las cubren. Existe un área con plantas de marcado carácter halófilo, otra con vegetación esteparia, el carrizal, y las arenas estables.

### Fauna

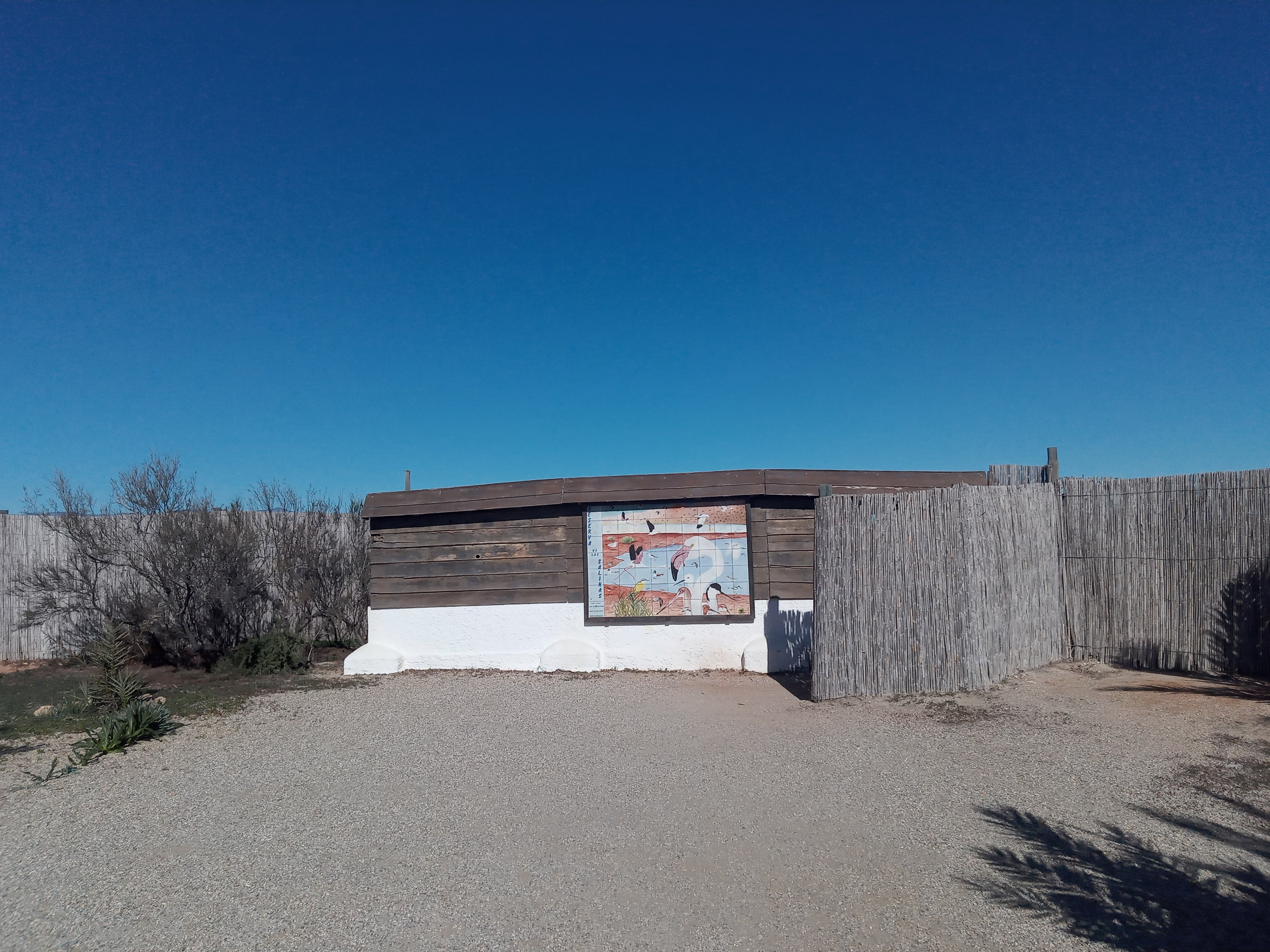
Observatorio de aves

Las salinas de Cabo de Gata albergan una variedad de más de 80 diferentes especies de aves entre las sedentarias, estacionales y migratorias. Pueden observarse avocetas, diferentes especies de patos, cigüeñuelas, gaviotas entre otras, destacando el Phoenicopterus roseus (Flamenco Rosa).
Para la observación de la avifauna existen una serie de miradores de uso público instalados en el perímetro de los charcones.